# 사막포도

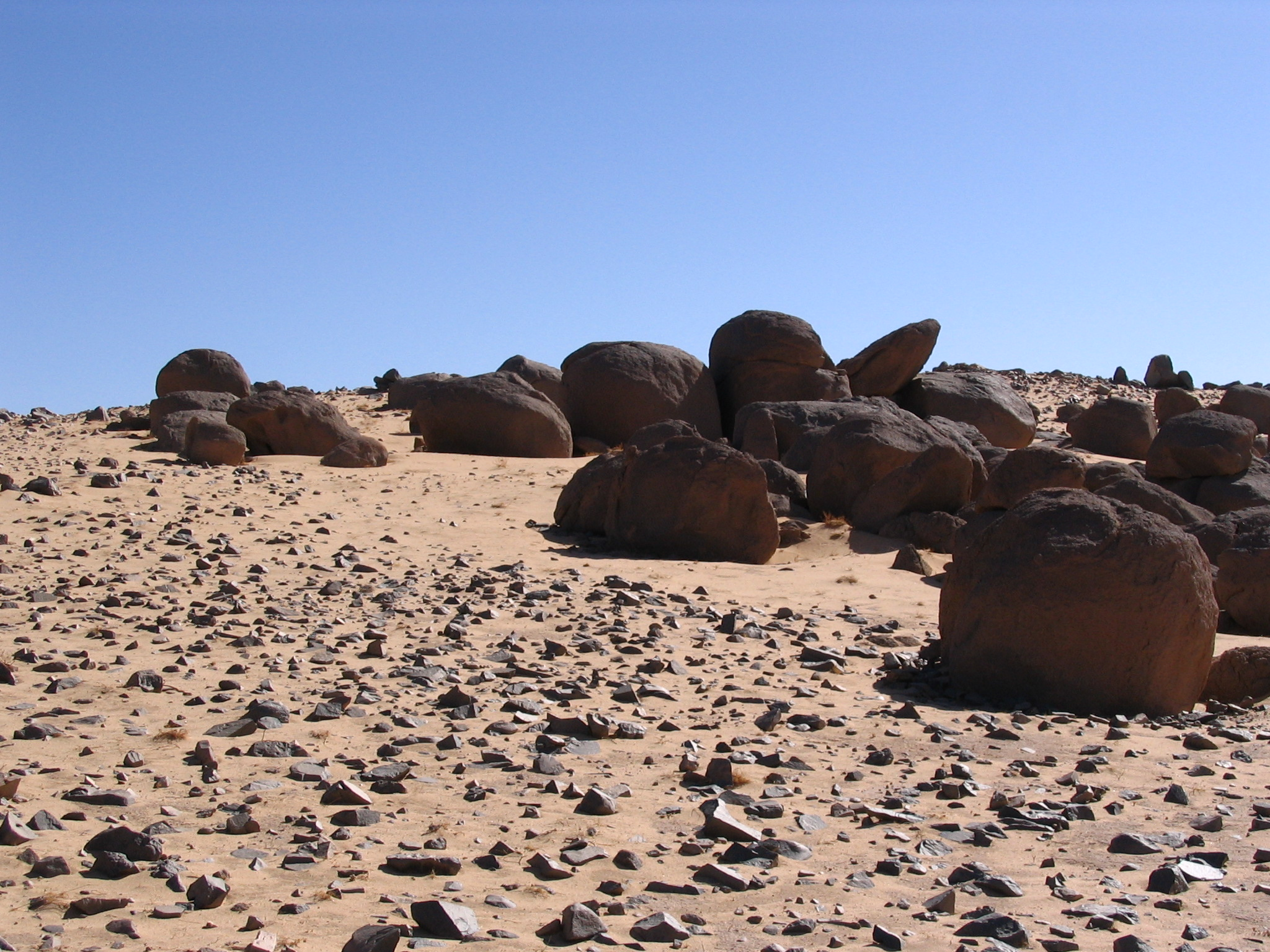
사하라 사막의 사막포도

사막포도(沙漠鋪道, 영어: desert pavement)는 건조지역의 사막에서 사막풍이 모래나 실트 같은 가벼운 입자를 제거하면서 무거운 자갈층만 남아 드러난 지형이다. 단단한 기반암이 풍화되어 돌멩이나 자갈이 형성되고, 바람에 의하여 그 아래에 실트가 계속 축적되면서 자갈층이 상승하여 생긴다는 이론도 있다.

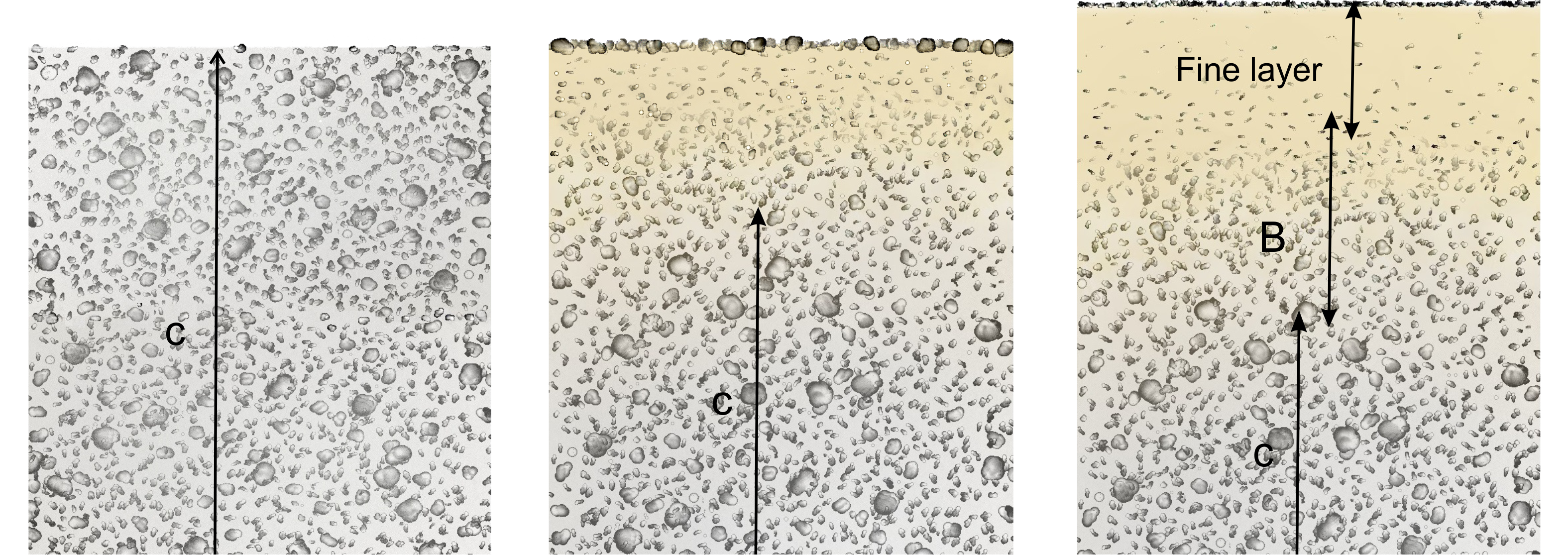
사막포도의 형성 과정

사막포도가 생기는 데에는 수백 년의 세월이 필요하다. 사막포도가 형성되면 사막풍이 불어도 더 이상 점토나 실트 등 가벼운 물질이 제거되지 않으나, 그 두께가 돌멩이 몇 개에 불과하기 때문에 동물이나 차량이 지나가면 모래나 실트가 사막포도 위로 다시 드러난다.